# Juzancourt
Juzancourt est une localité d'Asfeld et une ancienne commune française, située dans le département des Ardennes en région Grand Est.
Elle est absorbée le 1er janvier 1971, par la commune d'Asfeld.

## Géographie
La commune avait une superficie de 4,41 km2

## Histoire
Par arrêté préfectoral du 22 décembre 1970, la commune de Juzancourt est rattachée, le 1er janvier 1971, à la commune d'Asfeld.

## Administration
| Période                                  | Période    | Identité          | Étiquette | Qualité |
| ---------------------------------------- | ---------- | ----------------- | --------- | ------- |
| avant 1876                               | après 1877 | Manteau           |           |         |
| 1886                                     | 1890       | THIEBEAUX Clément |           |         |
| Les données manquantes sont à compléter. |            |                   |           |         |

## Démographie
| 1793 | 1800 | 1806 | 1821 | 1831 | 1836 | 1841 | 1846 | 1851 |
| ---- | ---- | ---- | ---- | ---- | ---- | ---- | ---- | ---- |
| 214  | 261  | 298  | 286  | 286  | 248  | 258  | 239  | 263  |

| 1856 | 1861 | 1866 | 1872 | 1876 | 1881 | 1886 | 1891 | 1896 |
| ---- | ---- | ---- | ---- | ---- | ---- | ---- | ---- | ---- |
| lac. | lac. | 211  | 207  | 201  | 195  | 181  | 188  | 164  |

| 1901 | 1906 | 1911 | 1921 | 1926 | 1931 | 1936 | 1946 | 1954 |
| ---- | ---- | ---- | ---- | ---- | ---- | ---- | ---- | ---- |
| 163  | 211  | 150  | 101  | 136  | 145  | 129  | 131  | 149  |

| 1962 | 1968 | - | - | - | - | - | - | - |
| ---- | ---- | - | - | - | - | - | - | - |
| 140  | 140  | - | - | - | - | - | - | - |

Histogramme

(élaboration graphique par Wikipédia)

## Lieux et monuments
- Église Saint-Pierre et Saint-Paul